# (24952) 1997 QJ4
(24952) 1997 QJ4 (также записываемый, как (24952) 1997 QJ4) — транснептуновый объект (плутино). Его перигелий (наименьшее расстояние до Солнца) равен 30,526 а. е., а афелий (наибольшее расстояние до Солнца) — 48,572 а. е., таким образом, у него относительно эксцентрическая орбита. Диаметр этого объекта равен 139 км, таким образом, он вряд ли будет классифицирован как карликовая планета. Открыт 28 августа 1997 года Джейн Лу, Чедом Трухильо, Дэвидом Джуиттом и К. Берни.